# Backstreet Boys
Backstreet Boys – amerykański zespół muzyki pop założony w 1993 roku, uznawany za jeden z najpopularniejszych boysbandów kultury masowej.
Debiutancki album Backstreet Boys (1996), uzyskał status złota i platyny w 38 krajach, sprzedając się w liczbie 10 mln egzemplarzy na całym świecie. Album Millennium (1999), zdobył nagrodę Billboard Music Award dla najlepszego albumu, pokonując w tej kategorii m.in. krążek Britney Spears „…Baby One More Time” – uzyskując status platynowej płyty w 45 krajach.

## Historia
Backstreet Boys został oficjalnie założony 20 kwietnia 1993 roku z inicjatywy Lou Pearlmana – pierwsze występy odbywały się na Florydzie m.in. w Sea World w Orlando. W 1995 roku ukazał się pierwszy singiel „We've Got It Goin' On”, a następnie „I'll Never Break Your Heart”. Rok później w maju 1996 roku grupa wydała debiutancki album Backstreet Boys – z singlami „Get Down (You're the One for Me)” i „Quit Playing Games (With My Heart)”. W latach 1996–1997 zespół koncertował w Europie, Azji i Australii, w tym również w Polsce.
Singiel „Everybody (Backstreet’s Back)” promował kolejny album pt. Backstreet’s Back (1997). Po premierze albumu grupa wyruszyła w trasę koncertową, dając 60 występów w 20 krajach.
W 2006 roku z boysbandu postanowił odejść Kevin Richardson (powrócił w 2012 roku). Zespół w czteroosobowym składzie wydał album: Unbreakable (2007) i This is Us (2009).
W 2011 roku w kooperacji z boysbandem New Kids on the Block, utworzono grupę pod nazwą NKOTBSB.
W ramach trasy „In A World Like This Tour” (2014), zespół wystąpił w Warszawie (Hala Torwar) oraz w Gdańsku (Ergo Arena). W ramach trasy "DNA World Tour", zespół wystąpił dwukrotnie w Polsce, w Warszawie (2019) oraz w Krakowie (2022).

## Skład zespołu

Członkowie zespołu
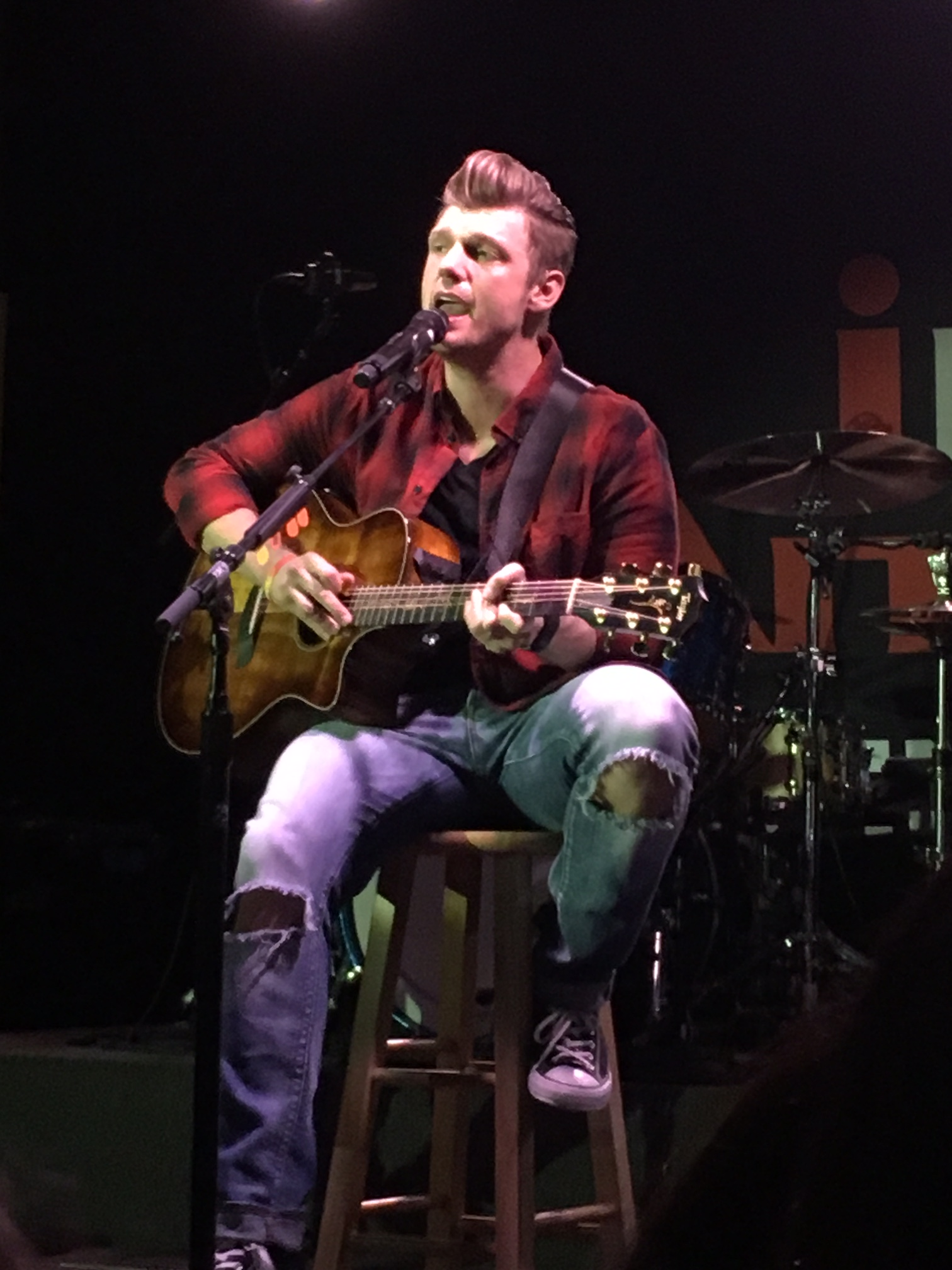
Nick Carter
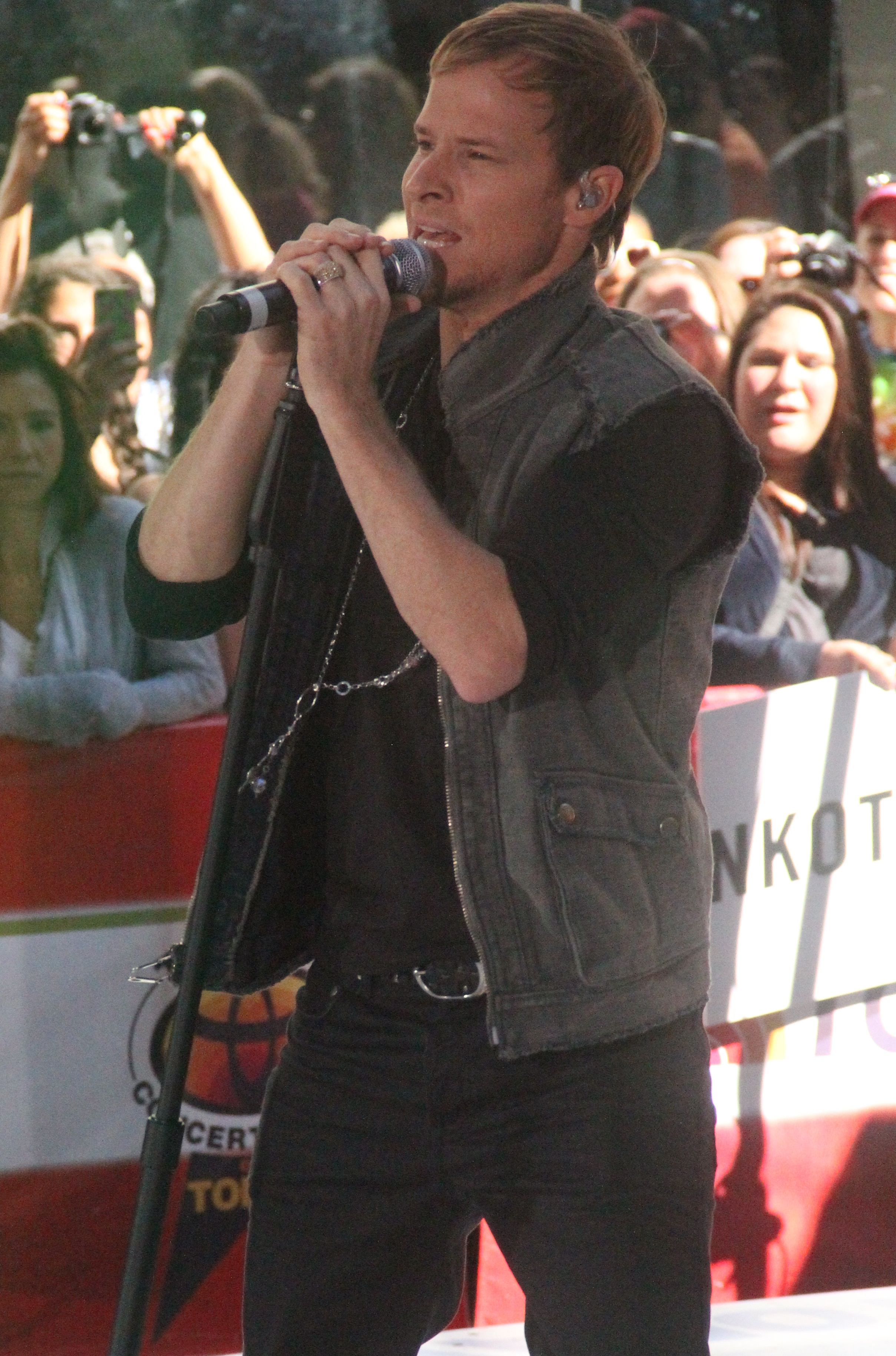
Brian Littrell
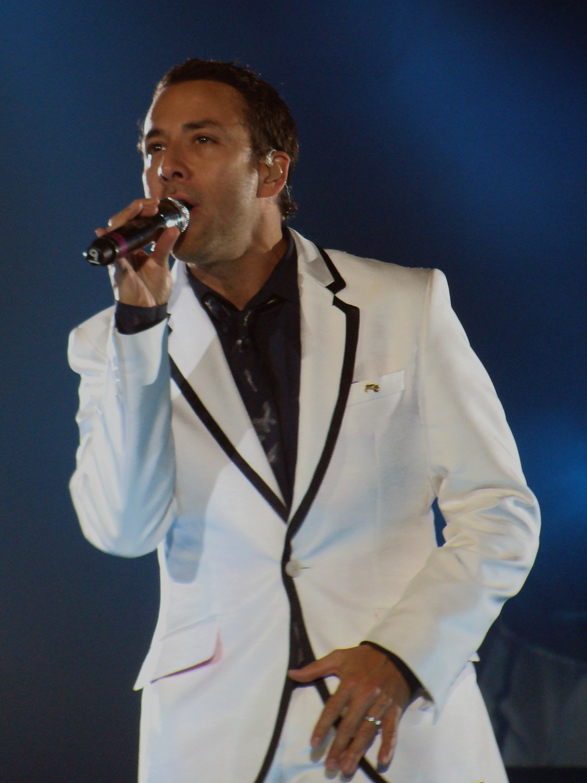
Howie Dorough
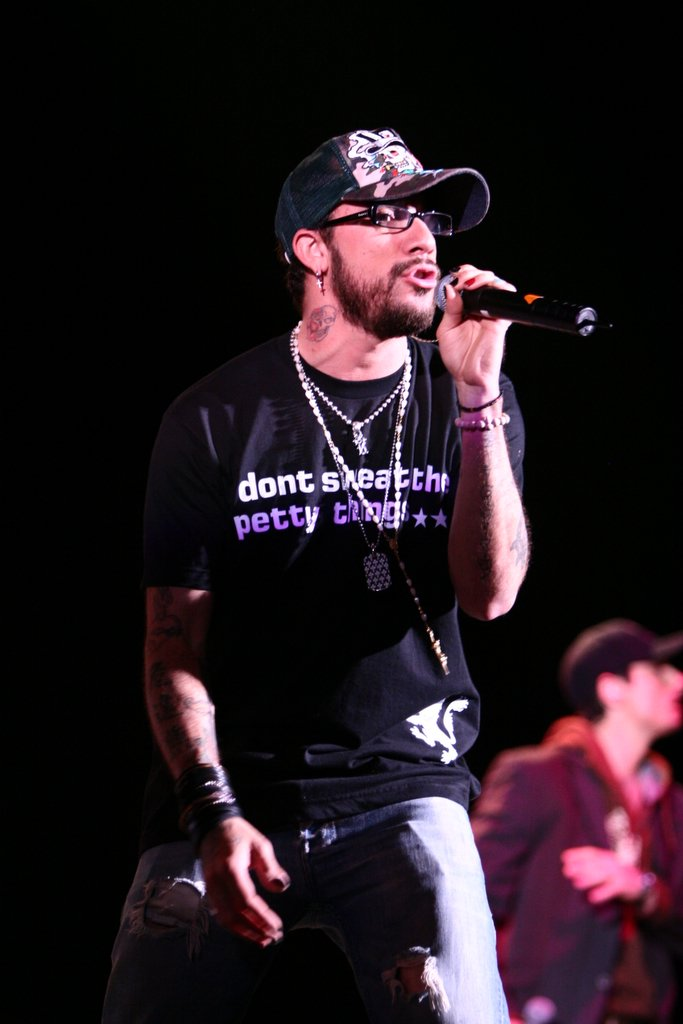
AJ McLean
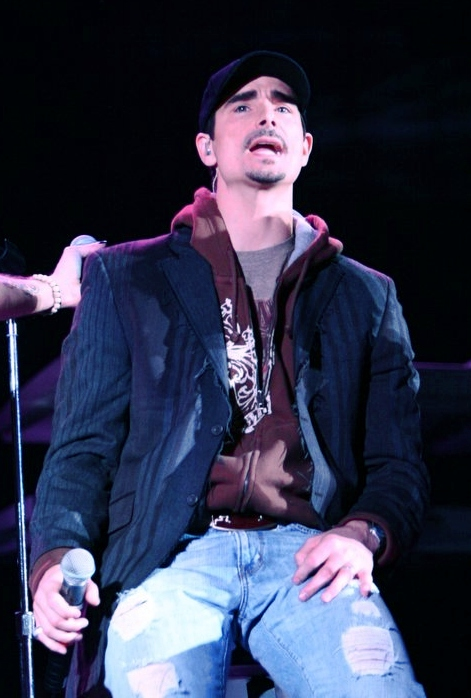
Kevin Richardson

### Dyskografia
| Rok  | Album                       | Certyfikat             |
| ---- | --------------------------- | ---------------------- |
| 1996 | Backstreet Boys             | - POL: platynowa płyta |
| 1997 | Backstreet’s Back           | - POL: platynowa płyta |
| 1999 | Millennium                  | - POL: złota płyta     |
| 2000 | Black & Blue                |                        |
| 2005 | Never Gone                  |                        |
| 2007 | Unbreakable                 |                        |
| 2009 | This is Us                  |                        |
| 2013 | In A World Like This        |                        |
| 2019 | DNA                         |                        |
| 2022 | A Very Backstreet Christmas |                        |

| Rok  | Album                 |
| ---- | --------------------- |
| 2001 | The Hits: Chapter One |

| Rok  | Singiel                               | Certyfikat         | Album                       |
| ---- | ------------------------------------- | ------------------ | --------------------------- |
| 1995 | „I`ll Never Break Your Heart”         |                    | Backstreet Boys             |
| 1995 | „We've Got It Goin' On”               |                    | Backstreet Boys             |
| 1996 | „Get Down (You're The One For Me)”    |                    | Backstreet Boys             |
| 1996 | „Quit Playin' Games (With My Heart)”  | - POL: złota płyta | Backstreet Boys             |
| 1997 | „Anywhere For You”                    |                    | Backstreet Boys             |
| 1997 | „Everybody (Backstreet’s Back)”       |                    | Backstreet’s Back           |
| 1997 | „As Long As You Love Me”              |                    | Backstreet’s Back           |
| 1998 | „All I Have To Give”                  |                    | Backstreet’s Back           |
| 1999 | „I Want It That Way”                  |                    | Millennium                  |
| 1999 | „Larger Than Life”                    |                    | Millennium                  |
| 1999 | „Show Me the Meaning of Being Lonely” |                    | Millennium                  |
| 2000 | „The One”                             |                    | Millennium                  |
| 2000 | „Shape Of My Heart”                   |                    | Black & Blue                |
| 2001 | „The Call”                            |                    | Black & Blue                |
| 2001 | „More Than That”                      |                    | Black & Blue                |
| 2001 | „Drowning”                            |                    | The Hits: Chapter One       |
| 2005 | „Incomplete”                          |                    | Never Gone                  |
| 2005 | „Just Want You To Know”               |                    | Never Gone                  |
| 2006 | „I Still...”                          |                    | Never Gone                  |
| 2007 | „Inconsolable”                        |                    | Unbreakable                 |
| 2008 | „Helpless When She Smiles”            |                    | Unbreakable                 |
| 2009 | „Straight Through My Heart”           |                    | This is Us                  |
| 2009 | „Bigger”                              |                    | This is Us                  |
| 2012 | „It's Christmas Time Again”           |                    | –                           |
| 2013 | „In A World Like This”                |                    | In A World Like This        |
| 2013 | „Show 'Em (What You're Made Of)”      |                    | In A World Like This        |
| 2018 | „Don't Go Breaking My Heart”          |                    | DNA                         |
| 2018 | „Chances”                             |                    | DNA                         |
| 2019 | „No Place”                            |                    | DNA                         |
| 2022 | "Last Christmas"                      |                    | A Very Backstreet Christmas |
| 2022 | "Christmas in New York"               |                    | A Very Backstreet Christmas |

## Trasy koncertowe
- We Wanna Be With You Tour (1995–1996)
- Backstreet Boys: Live In Concert Tour (1996–1997)
- Backstreet's Back Tour (1997–1998)
- Into the Millennium Tour (1999–2000)
- Round the World in 100 Hours (2000)
- Black & Blue World Tour (2001)
- Up Close & Personal Tour (2005)
- Never Gone Tour (2005–2006)
- Unbreakable Tour (2008–2009)
- This Is Us Tour (2009–2011)
- NKOTBSB Tour (wraz z New Kids on the Block) (2011-2012)
- In a World Like This Tour (2013–2015)
- Backstreet Boys: Larger Than Life (rezydentura w Las Vegas) (2017-2019)
- DNA World Tour (2019–2023)